# A Real Madrid CF 2019–2020-as szezonja
A Real Madrid CF 2019–2020-as szezonja sorozatban a 89., összességében pedig a 116. idénye volt a spanyol első osztályban. Az előző szezonban a hazai bajnokságban a harmadik helyett szerezte meg, ezáltal a klub ebben az idényben a bajnokságon és a hazai kupasorozaton, a Copa del Rey-en kívül a Bajnokok Ligájában és az új rendszerben megrendezett spanyol szuperkupában szerzett indulási jogot. A szezon 2019. augusztus 17-én kezdődött és a COVID-19 járvány miatt elrendelt kényszerszünetnek köszönhetően, egészen 2020. augusztus 7-ig tartott.

## Mezek
Gyártó: Adidas
mezszponzor: Emirates
| Hazai | Vendég | Harmadik |

### Kapus
| Kapus 1 | Kapus 2 | Kapus 3 |

## Átigazolások
2019. évi nyári átigazolási időszak, 
 2020. évi téli átigazolási időszak

### Érkezők
| Mezszám | Poszt       | Nemzet  | Név             | Kor | Honnan              | Szerződés megnevezése | Átigazolási időszak                 | Szerződés vége | Átigazolás összege | Forrás        |
| ------- | ----------- | ------- | --------------- | --- | ------------------- | --------------------- | ----------------------------------- | -------------- | ------------------ | ------------- |
| 3       | védő        | brazil  | Éder Militão    | 20  | Porto               | átigazolás            | 2019. évi nyári átigazolási időszak | 2025           | 50 Millió €        | [ 2 ] [ 3 ]   |
| 27      | csatár      | brazil  | Rodrygo Goes    | 18  | Santos              | átigazolás            | 2019. évi nyári átigazolási időszak | 2025           | 45 Millió €        | [ 4 ] [ 5 ]   |
| 18      | csatár      | szerb   | Luka Jović      | 21  | Eintracht Frankfurt | átigazolás            | 2019. évi nyári átigazolási időszak | 2025           | 60 M €             | [ 6 ] [ 7 ]   |
| 7       | középpályás | belga   | Eden Hazard     | 28  | Chelsea FC          | átigazolás            | 2019. évi nyári átigazolási időszak | 2024           | 100 M €            | [ 8 ] [ 9 ]   |
| 23      | hátvéd      | francia | Ferland Mendy   | 24  | Lyon                | átigazolás            | 2019. évi nyári átigazolási időszak | 2025           | 55 M €             | [ 10 ] [ 11 ] |
|         | középpályás | spanyol | Alberto Soro    | 20  | Zaragoza            | átigazolás            | 2019. évi nyári átigazolási időszak | 2024           | 2.5 M €            | [ 12 ]        |
| 1       | kapus       | francia | Alphonse Aréola | 26  | Paris Saint-Germain | kölcsönbe             | 2019. évi nyári átigazolási időszak | 2020           | ingyen             | [ 13 ]        |

Összes kiadás:  305.5 Millió €

### Kölcsönből visszaérkezők
| Mezszám | Poszt       | Nemzet    | Név             | Kor | Honnan         | Szerződés megnevezése | Átigazolási időszak                 |
| ------- | ----------- | --------- | --------------- | --- | -------------- | --------------------- | ----------------------------------- |
|         | kapus       | ukrán     | Andrij Lunyin   | 20  | Leganés        | kölcsönből vissza     | 2019. évi nyári átigazolási időszak |
|         | védő        | francia   | Theo Hernández  | 21  | Sociedad       | kölcsönből vissza     | 2019. évi nyári átigazolási időszak |
|         | védő        | spanyol   | Álvaro Tejero   | 22  | Albacete       | kölcsönből vissza     | 2019. évi nyári átigazolási időszak |
|         | középpályás | horvát    | Mateo Kovačić   | 24  | Chelsea        | kölcsönből vissza     | 2019. évi nyári átigazolási időszak |
|         | középpályás | kolumbiai | James Rodríguez | 27  | Bayern München | kölcsönből vissza     | 2019. évi nyári átigazolási időszak |
|         | középpályás | brazil    | Lucas Silva     | 26  | Cruzeiro       | kölcsönből vissza     | 2019. évi nyári átigazolási időszak |
|         | csatár      | spanyol   | Borja Mayoral   | 22  | Levante        | kölcsönből vissza     | 2019. évi nyári átigazolási időszak |
|         | csatár      | spanyol   | Raúl de Tomás   | 24  | Rayo Vallecano | kölcsönből vissza     | 2019. évi nyári átigazolási időszak |

### Szerződés hosszabbítás
| Mezszám | Dátum           | Poszt       | Nemzet | Név        | Kor | Meddig | forrás        |
| ------- | --------------- | ----------- | ------ | ---------- | --- | ------ | ------------- |
| 8       | 2019. május 20. | középpályás | német  | Toni Kroos | 29  | 2023   | [ 14 ] [ 15 ] |

### Kölcsönben lévő játékos szerződés hosszabbítása
| Mezszám | Dátum            | Poszt       | Nemzet  | Név           | Kor | Meddig | forrás        |
| ------- | ---------------- | ----------- | ------- | ------------- | --- | ------ | ------------- |
|         | 2019. május 31.  | középpályás | spanyol | Óscar         | 20  | 2020   | [ 16 ]        |
|         | 2019. július 29. | csatár      | spanyol | Borja Mayoral | 22  | 2020   | [ 17 ] [ 18 ] |

### Kölcsönbe távozók
| Mezszám | Dátum               | Poszt       | Nemzet  | Név             | Kor | Hová                    | Meddig | forrás        |
| ------- | ------------------- | ----------- | ------- | --------------- | --- | ----------------------- | ------ | ------------- |
| 23      | 2019. július 5.     | hátvéd      | spanyol | Sergio Reguilón | 22  | Sevilla                 | 2020   | [ 19 ]        |
| –       | 2019. július 5.     | középpályás | norvég  | Martin Ødegaard | 20  | Real Sociedad           | 2020   | [ 20 ]        |
| 30      | 2019. július 9.     | kapus       | francia | Luca Zidane     | 20  | Racing de Santander     | 2020   | [ 21 ]        |
| 24      | 2019. július 25.    | középpályás | spanyol | Dani Ceballos   | 22  | Arsenal FC              | 2020   | [ 22 ] [ 23 ] |
| –       | 2019. július 26.    | középpályás | spanyol | Alberto Soro    | 20  | Real Zaragoza           | 2020   | [ 24 ]        |
| 3       | 2019. július 27.    | hátvéd      | spanyol | Jesús Vallejo   | 22  | Wolverhampton Wanderers | 2020   | [ 25 ] [ 26 ] |
| 25      | 2019. augusztus 13. | kapus       | ukrán   | Andrij Lunyin   | 20  | Valladolid              | 2020   | [ 27 ] [ 28 ] |
| –       | 2019. augusztus 22. | középpályás | japán   | Kubo Takefusza  | 18  | Mallorca                | 2020   | [ 29 ]        |

### Távozók
| Mezszám | Dátum            | Poszt       | Nemzet       | Név             | Kor | Hová                | Ár           | forrás        |
| ------- | ---------------- | ----------- | ------------ | --------------- | --- | ------------------- | ------------ | ------------- |
| 18      | 2019. június 20. | középpályás | spanyol      | Marcos Llorente | 24  | Atlético Madrid     | 40 Millió €  | [ 30 ]        |
| –       | 2019. június 26. | hátvéd      | spanyol      | Álvaro Tejero   | 22  | Eibar               | 3 Millió €   | [ 31 ]        |
| -       | 2019. július 1.  | Középpályás | horvát       | Mateo Kovačić   | 25  | Chelsea             | 45 Millió €  | [ 32 ]        |
| –       | 2019. július 3.  | csatár      | spanyol      | Raúl de Tomás   | 24  | Benfica             | 20 Millió €  | [ 33 ]        |
| –       | 2019. július 6.  | hátvéd      | francia      | Theo Hernández  | 21  | Milan               | 20 Millió €  | [ 34 ] [ 35 ] |
| –       | 2019. július 10. | középpályás | spanyol      | Aleix Febas     | 23  | Mallorca            | ingyen       | [ 36 ]        |
| –       | 2019. július 10. | csatár      | spanyol      | Cristo González | 21  | Udinese             | 1.5 Millió € | [ 37 ]        |
| 1       | 2019. július 10. | kapus       | costa rica-i | Keylor Navas    | 32  | Paris Saint-Germain | 15 Millió €  | [ 38 ]        |

 Összes bevétel: 145.1 M €

## Előszezon

### Nemzetközi Bajnokok Kupája
A Real Madrid a 2019-2020-as idény kezdete előtt az Egyesült Államokban vett részt a 2019-es Nemzetközi Bajnokok Kupája elnevezésű tornán. A torna keretein belül júliusban a Bayern München, az Arsenal és az Atlético Madrid csapataival mérkőzött meg.
| 2019. július 20. 20:01 EDT |

| Bayern München                                                                | 3 – 1               | Real Madrid |
| ----------------------------------------------------------------------------- | ------------------- | ----------- |
| Tolisso 15' Lewandowski 67' Gnabry 69' Ulreich 81′ Kimmich 51' Goretzka 90+2' | (1 – 0) Jegyzőkönyv | 84' Rodrygo |

| NRG stadion, Houston, Egyesült Államok Nézőszám: 60 143 Játékvezető: Ramy Touchan (amerikai) |

| 2019. július 27. 18:31 EDT |

| Real Madrid                                                                    | 3 – 7               | Atlético Madrid                                                                                     |
| ------------------------------------------------------------------------------ | ------------------- | --------------------------------------------------------------------------------------------------- |
| Nacho 59' Benzema 85' (11-esből) Hernández 89' Carvajal 65′ Isco 31' Nacho 88' | (0 – 5) Jegyzőkönyv | 1' Costa 8' Félix 19' Correa 28' Costa 45' (11-esből) Costa 51' Costa 70' Vitolo 65′ Costa 65' Saúl |

| MetLife Stadium, East Rutherford, Egyesült Államok Nézőszám: 57 714 Játékvezető: Ted Unkel (amerikai) |

### Audi-kupa
A Real Madrid részt vett a Münchenben megrendezett felkészülési tornán, az Audi-kupán is. A Tottenham Hotspur és a Fenerbahçe csapataival találkoztak.
| 2019. július 30. 18:00, elődöntő |

| Real Madrid | 0 – 1               | Tottenham Hotspur     |
| ----------- | ------------------- | --------------------- |
| Ramos 64'   | (0 – 1) Jegyzőkönyv | 22' Kane 54' Georgiou |

| Allianz Arena, München, Németország Játékvezető: Tobias Stieler (német) |

| 2019. július 31. 18:00, 3.helyért |

| Real Madrid                                                                           | 5 – 3               | Fenerbahçe                                        |
| ------------------------------------------------------------------------------------- | ------------------- | ------------------------------------------------- |
| Benzema 12' Benzema 27' Benzema 53' Nacho 62' Mariano 80' De la Fuente 70' Modrić 78' | (2 – 2) Jegyzőkönyv | 6' Rodrigues 34' Dirar 59' Tufan 89' Sayyadmanesh |

| Allianz Arena, München, Németország Játékvezető: Benjamin Cortus (német) |

### Barátságos mérkőzés
| 2019. augusztus 7. 19:00 |

| Red Bull Salzburg    | 0 – 1               | Real Madrid                                               |
| -------------------- | ------------------- | --------------------------------------------------------- |
| Mwepu 63' Farkas 72' | (0 – 1) Jegyzőkönyv | 19' Hazard 54' Varane 64' Carvajal 81' Valverde 85' Nacho |

| Red Bull Arena, Salzburg, Ausztria Nézőszám: 30 118 Játékvezető: Robert Schörgenhofer (osztrák) |

| 2019. augusztus 11. 20:00 |

| AS Roma                                      | 2 – 2 (h. u.)       | Real Madrid                          |
| -------------------------------------------- | ------------------- | ------------------------------------ |
| Perotti 34' Džeko 40'                        | (2 – 2) Jegyzőkönyv | 16' Marcelo 39' Casemiro 63' Militão |
| Büntetőpárbaj                                |                     |                                      |
| Kolarov Ünder Antonucci Cristante Spinazzola | 5–4                 | Kroos Isco Bale Modrić Marcelo       |

| Olimpiai Stadion, Róma, Olaszország Játékvezető: Michael Fabbri (olasz) |

## La Liga

### Augusztus
| 2019. augusztus 17. 17:00, (tv:Spíler2 TV) |

| Celta Vigo   | 1 – 3               | Real Madrid                       |
| ------------ | ------------------- | --------------------------------- |
| Losada 90+1' | (0 – 1) Jegyzőkönyv | 12' Benzema 61' Kroos 80' Vázquez |

| Balaídos, Vigo Nézőszám: 23 566 Játékvezető: Javier Estrada Fernández (spanyol) |

| 2019. augusztus 24. 19:00, (tv:Spíler2 TV) |

| Real Madrid | 1 – 1               | Valladolid    |
| ----------- | ------------------- | ------------- |
| Benzema 82' | (0 – 0) Jegyzőkönyv | 88' Guardiola |

| Santiago Bernabéu, Madrid Nézőszám: 62 444 Játékvezető: Pablo González (spanyol) |

### Szeptember
| 2019. szeptember 1. 21:00, (tv:Spíler2 TV) |

| Villarreal           | 2 – 2               | Real Madrid         |
| -------------------- | ------------------- | ------------------- |
| Gerard 12' Gómez 74' | (1 – 1) Jegyzőkönyv | 45+1' Bale 86' Bale |

| Estadio El Madrigal, Vila-real Nézőszám: 20 128 Játékvezető: Jesús Gil Manzano (spanyol) |

| 2019. szeptember 14. 13:00 |

| Real Madrid                          | 3 – 2               | Levante                |
| ------------------------------------ | ------------------- | ---------------------- |
| Benzema 25' Benzema 31' Casemiro 40' | (3 – 0) Jegyzőkönyv | 49' Mayoral 75' Melero |

| Santiago Bernabéu, Madrid Nézőszám: 60 401 Játékvezető: Ricardo De Burgos Bengoetxea (spanyol) |

| 2019. szeptember 22. 21:00, (tv:Spíler2 TV) |

| Sevilla | 0 – 1               | Real Madrid |
| ------- | ------------------- | ----------- |
|         | (0 – 0) Jegyzőkönyv | 64' Benzema |

| Ramón Sánchez-Pizjuán, Sevilla Nézőszám: 42 354 Játékvezető: Juan Martínez Munuera (spanyol) |

| 2019. szeptember 25. 21:00, (tv:Spíler2 TV) |

| Real Madrid                  | 2 – 0               | Osasuna |
| ---------------------------- | ------------------- | ------- |
| Vinícius Jr. 37' Rodrygo 72' | (1 – 0) Jegyzőkönyv |         |

| Santiago Bernabéu, Madrid Nézőszám: 57 520 Játékvezető: Antonio Mateu Lahoz (spanyol) |

| 2019. szeptember 28. 21:00, (tv:Spíler2 TV) |

| Atlético Madrid | 0 – 0           | Real Madrid |
| --------------- | --------------- | ----------- |
|                 | (–) Jegyzőkönyv |             |

| Wanda Metropolitano, Madrid Nézőszám: 67 942 Játékvezető: José Luis González González (spanyol) |

### Október
| 2019. október 5. 16:00, (tv:Spíler2 TV) |

| Real Madrid                                        | 4 – 2               | Granada                          |
| -------------------------------------------------- | ------------------- | -------------------------------- |
| Benzema 2' Hazard 45+1' Modrić 61' Rodríguez 90+1' | (2 – 0) Jegyzőkönyv | 69' (11-esből) Machís 77' Duarte |

| Santiago Bernabéu, Madrid Nézőszám: 70 101 Játékvezető: Jaime Latre |

| 2019. október 20. 21:00, (tv:Spíler2 TV) |

| Mallorca  | 1 – 0               | Real Madrid |
| --------- | ------------------- | ----------- |
| Junior 7' | (1 – 0) Jegyzőkönyv | Odriozola   |

| Son Moix, Palma Nézőszám: 19 503 Játékvezető: Javier Alberola Rojas |

| 2019. December 18. 20:00 (El Clásico) |

| Barcelona | 0 – 0           | Real Madrid |
| --------- | --------------- | ----------- |
|           | (–) Jegyzőkönyv |             |

| Camp Nou, Barcelona Nézőszám: 93 426 Játékvezető: Alejandro Hernández Hernández |

| 2019. október 30. 21:00 |

| Real Madrid                                                                 | 5 – 0           | Leganés |
| --------------------------------------------------------------------------- | --------------- | ------- |
| Rodrygo 7' Kroos 8' Ramos 24' (11-esből) Benzema 69' (11-esből) Jović 90+1' | (–) Jegyzőkönyv |         |

| Santiago Bernabéu, Madrid Nézőszám: 53 870 Játékvezető: Adrián Cordero Vega |

### November
| 2019. november 2. 21:00 |

| Real Madrid | 0 – 0           | Real Betis |
| ----------- | --------------- | ---------- |
|             | (–) Jegyzőkönyv |            |

| Santiago Bernabéu, Madrid Nézőszám: 70 209 Játékvezető: José María Sánchez Martínez |

| 2019. november 9. 18:30 |

| Eibar | 0 – 4               | Real Madrid                                                   |
| ----- | ------------------- | ------------------------------------------------------------- |
|       | (0 – 3) Jegyzőkönyv | 17', 29' (11-esből) Benzema 20' (11-esből) Ramos 61' Valverde |

| Ipurua, Eibar Nézőszám: 6 954 Játékvezető: Adrián Cordero Vega |

| 2019. november 23. 21:00 |

| Real Madrid                         | 3 – 1           | Sociedad        |
| ----------------------------------- | --------------- | --------------- |
| Benzema 37' Valverde 47' Modrić 74' | (–) Jegyzőkönyv | 2' Willian José |

| Santiago Bernabéu, Madrid Nézőszám: 67 362 Játékvezető: Jesús Gil Manzano |

| 2019. november 30. 13:00 |

| Alavés               | 1 – 2 | Real Madrid            |
| -------------------- | ----- | ---------------------- |
| Pérez 65' (11-esből) | (–)   | 52' Ramos 69' Carvajal |

| Mendizorrotza, Vitoria-Gasteiz Nézőszám: 16 299 Játékvezető: Guillermo Cuadra Fernández |

### December
| 2019. december 7. 13:00 |

| Real Madrid            | 2 – 0           | Espanyol |
| ---------------------- | --------------- | -------- |
| Varane 37' Benzema 79' | (–) Jegyzőkönyv |          |

| Santiago Bernabéu, Madrid Nézőszám: 64 125 Játékvezető: Santiago Jaime Latre |

| 2019. december 15. 21:00 |

| Valencia  | 1 – 1           | Real Madrid   |
| --------- | --------------- | ------------- |
| Soler 78' | (–) Jegyzőkönyv | 90+5' Benzema |

| Mestalla, Valencia Nézőszám: 44 230 Játékvezető: José María Sánchez Martínez |

| 2019. december 22. 21:00 |

| Real Madrid | 0 – 0           | Athletic Bilbao |
| ----------- | --------------- | --------------- |
|             | (–) Jegyzőkönyv |                 |

| Santiago Bernabéu, Madrid Nézőszám: 71 219 Játékvezető: Adrián Cordero Vega |

### Január
| 2020. január 4. 16:00 |

| Getafe | 0–3             | Real Madrid                       |
| ------ | --------------- | --------------------------------- |
|        | (–) Jegyzőkönyv | 34' Soria 53' Varane 90+6' Modrić |

| Alfonso Pérez, Getafe Nézőszám: 15 426 Játékvezető: José Luis Munuera Montero |

| 2020. január 18. 16:00 |

| Real Madrid      | 2 – 1               | Sevilla     |
| ---------------- | ------------------- | ----------- |
| Casemiro 57' 69' | (1 – 0) Jegyzőkönyv | 64' De Jong |

| Santiago Bernabéu, Madrid Nézőszám: 72 512 Játékvezető: Juan Martínez Munuera |

| 2020. január 26. 21:00 |

| Valladolid | 0 – 1           | Real Madrid |
| ---------- | --------------- | ----------- |
|            | (–) Jegyzőkönyv | 78' Nacho   |

| José Zorrilla, Valladolid Nézőszám: 23 404 Játékvezető: Ricardo de Burgos Bengoetxea |

### Február
| 2020. február 1. 16:00 |

| Real Madrid | 1 – 0           | Atlético Madrid |
| ----------- | --------------- | --------------- |
| Benzema 56' | (–) Jegyzőkönyv |                 |

| Santiago Bernabéu, Madrid Nézőszám: 76 965 Játékvezető: Javier Estrada Fernández |

| 2020. február 9. 16:00 |

| Osasuna       | 1 – 4           | Real Madrid                                |
| ------------- | --------------- | ------------------------------------------ |
| U. García 14' | (–) Jegyzőkönyv | 33' Isco 38' Ramos 84' Vázquez 90+2' Jović |

| Pamplona, Reyno de Navarra Nézőszám: 17 000 Játékvezető: Jesús Gil Manzano |

| 2020. február 16. 21:00 |

| Real Madrid                    | 2 – 2           | Celta Vigo          |
| ------------------------------ | --------------- | ------------------- |
| Kroos 52' Ramos 65' (11-esből) | (–) Jegyzőkönyv | 7' Szmolov 86' Mina |

| Santiago Bernabéu, Madrid Nézőszám: 62 221 Játékvezető: Javier Alberola Rojas |

| 2020. február 22. 21:00 |

| Levante     | 1 – 0           | Real Madrid |
| ----------- | --------------- | ----------- |
| Morales 79' | (–) Jegyzőkönyv |             |

| Estadi Ciutat de València, Valencia Nézőszám: 23,566 Játékvezető: Alejandro José Hernández Hernández |

### Március
| 2020. március 1. 21:00 (El Clásico) |

| Real Madrid                | 2 – 0           | Barcelona |
| -------------------------- | --------------- | --------- |
| Vinícius 71' Mariano 90+2' | (–) Jegyzőkönyv |           |

| Santiago Bernabéu, Madrid Nézőszám: 78 237 Játékvezető: Antonio Mateu Lahoz |

| 2020. március 8. 21:00 |

| Real Betis           | 2 – 1           | Real Madrid              |
| -------------------- | --------------- | ------------------------ |
| Sidnei 40' Tello 82' | (–) Jegyzőkönyv | Benzema 45+3' (11-esből) |

| Benito Villamarín, Sevilla Nézőszám: 51 521 Játékvezető: José Luis González González |

### Június
| 2020. június 14. 19:30 |

| Real Madrid                    | 3 – 1           | Eibar           |
| ------------------------------ | --------------- | --------------- |
| Kroos 4' Ramos 30' Marcelo 37' | (–) Jegyzőkönyv | Pedro Bigas 60' |

| Alfredo di Stéfano, Madrid Nézőszám: 0 Játékvezető: Guillermo Cuadra Fernández |

| 2020. június 18. 22:00 |

| Real Madrid                 | 3 – 0           | Valencia |
| --------------------------- | --------------- | -------- |
| Benzema 61' 86' Asensio 74' | (–) Jegyzőkönyv |          |

| Alfredo di Stéfano, Madrid Nézőszám: 0 Játékvezető: José María Sánchez Martínez |

| 2020. június 21. 22:00 |

| Sociedad   | 1 – 2           | Real Madrid                      |
| ---------- | --------------- | -------------------------------- |
| Merino 83' | (–) Jegyzőkönyv | 50' (11-esből) Ramos 70' Benzema |

| Anoeta, San Sebastián Nézőszám: 0 Játékvezető: Javier Estrada Fernández |

| 2020. június 24. 22:00 |

| Real Madrid            | 2 – 0           | Mallorca |
| ---------------------- | --------------- | -------- |
| Vinícius 19' Ramos 56' | (–) Jegyzőkönyv |          |

| Santiago Bernabéu, Madrid Játékvezető: Mario Melero López |

| 2020. június 28. 22:00 |

| Espanyol | 0 – 1           | Real Madrid  |
| -------- | --------------- | ------------ |
|          | (–) Jegyzőkönyv | Casemiro 45' |

| RCDE Stadion, Cornellà de Llobregat Játékvezető: Antonio Mateu Lahoz |

### Július
| 2020. július 2. 22:00 |

| Real Madrid          | 1 – 0           | Getafe |
| -------------------- | --------------- | ------ |
| Ramos 79' (11-esből) | (–) Jegyzőkönyv |        |

| Alfredo di Stéfano Bernabéu, Madrid Játékvezető: Juan Martínez Munuera |

| 2020. július 5. 14:00 |

| Athletic Bilbao | 0 – 1           | Real Madrid          |
| --------------- | --------------- | -------------------- |
|                 | (–) Jegyzőkönyv | Ramos 73' (11-esből) |

| San Mamés, Bilbao Játékvezető: José Luis González González |

| 2020. július 10. 22:00 |

| Real Madrid                        | 2 – 0           | Alavés |
| ---------------------------------- | --------------- | ------ |
| Benzema 11' (11-esből) Asensio 50' | (–) Jegyzőkönyv |        |

| Alfredo di Stéfano, Madrid Játékvezető: Jesús Gil Manzano |

| 2020. július 13. 22:00 |

| Granada    | 1 – 2           | Real Madrid           |
| ---------- | --------------- | --------------------- |
| Machís 50' | (–) Jegyzőkönyv | 10' Mendy 16' Benzema |

| Nuevo Estadio de Los Cármenes, Granada Játékvezető: Santiago Jaime Latre |

| 2020. július 16. 21:00 |

| Real Madrid                | 2 – 1           | Villarreal |
| -------------------------- | --------------- | ---------- |
| Bemzema 29' 77' (11-esből) | (–) Jegyzőkönyv | Iborra 83' |

| Alfredo di Stéfano, Madrid Játékvezető: Alejandro José Hernández Hernández |

| 2020. július 19. 21:00 |

| Leganés              | 2 – 2           | Real Madrid          |
| -------------------- | --------------- | -------------------- |
| Gil 45+1' Assalé 78' | (–) Jegyzőkönyv | 9' Ramos 52' Asensio |

| Butarque, Leganés Nézőszám: - Játékvezető: Guillermo Cuadra Fernández |

## Spanyol Királykupa
| 2020. január 22. 21:00 |

| Unionistas | 1 – 3           | Real Madrid                       |
| ---------- | --------------- | --------------------------------- |
| Romero 57' | (–) Jegyzőkönyv | 18' Bale 62' Góngora 90+2' Brahim |

| Pistas del Helmántico, Salamanca Nézőszám: 4 000 Játékvezető: Mario Melero López |

| 2020. január 29. 21:00 |

| Zaragoza | 0 – 4           | Real Madrid                                    |
| -------- | --------------- | ---------------------------------------------- |
|          | (–) Jegyzőkönyv | 6' Varane 32' Vázquez 72' Vinícius 79' Benzema |

| La Romareda, Zaragoza Nézőszám: 31 500 Játékvezető: José Luis González González |

| 2020. február 6. 19:00 |

| Real Madrid                         | 3 – 4           | Sociedad                             |
| ----------------------------------- | --------------- | ------------------------------------ |
| Marcelo 59' Rodrygo 81' Nacho 90+3' | (–) Jegyzőkönyv | 22' Ødegaard 54' 56' Isak 69' Merino |

| Santiago Bernabéu, Madrid Nézőszám: 64 012 Játékvezető: Antonio Mateu Lahoz |

## Spanyol szuperkupa

### Elődöntők
| 2020. január 8. 22:00 UTC+03:00 |

| Valencia   | 1–3               | Real Madrid                   |
| ---------- | ----------------- | ----------------------------- |
| Parejo 92' | (0–2) Jegyzőkönyv | Kroos 15' Isco 39' Modrić 65' |

| Dzsidda Nézőszám: 40 877 Játékvezető: Jesús Gil Manzano |

### Döntő
| 2020. január 12. 21:00 |

| Real Madrid                   | 0–0 (h. u.)                 | Atlético Madrid      |
| ----------------------------- | --------------------------- | -------------------- |
|                               | (0–0, 0–0, 0–0) Jegyzőkönyv |                      |
| Büntetőpárbaj                 |                             |                      |
| Carvajal Rodrygo Modrić Ramos | 4–1                         | Saúl Partey Trippier |

| Abdullah király stadion, Dzsidda Nézőszám: 59 053 Játékvezető: José María Sánchez Martínez (spanyol) |

## Bajnokok ligája

### Csoportkör
A csoport
| Hely. | Csapat              | M | Gy | D | V | G+ | G– | Gk  | P  | Továbbjutás                                |  | PAR | RM  | BRU | GAL |
| ----- | ------------------- | - | -- | - | - | -- | -- | --- | -- | ------------------------------------------ |  | --- | --- | --- | --- |
| 1.    | Paris Saint-Germain | 6 | 5  | 1 | 0 | 17 | 2  | +15 | 16 | Továbbjutott az egyenes kieséses szakaszba |  | —   | 3–0 | 1–0 | 5–0 |
| 2.    | Real Madrid         | 6 | 3  | 2 | 1 | 14 | 8  | +6  | 11 | Továbbjutott az egyenes kieséses szakaszba |  | 2–2 | —   | 2–2 | 6–0 |
| 3.    | Club Brugge         | 6 | 0  | 3 | 3 | 4  | 12 | −8  | 3  | Átkerült az Európa-ligába                  |  | 0–5 | 1–3 | —   | 0–0 |
| 4.    | Galatasaray         | 6 | 0  | 2 | 4 | 1  | 14 | −13 | 2  |                                            |  | 0–1 | 0–1 | 1–1 | —   |

| 2019. szeptember 18. 21:00 |

| Paris Saint-Germain                     | 3 – 0               | Real Madrid |
| --------------------------------------- | ------------------- | ----------- |
| Di María 14' Di María 33' Meunier 90+1' | (2 – 0) Jegyzőkönyv |             |

| Parc des Princes, Párizs, Franciaország Nézőszám: 46 361 Játékvezető: Anthony Taylor (angol) |

| 2019. október 1. 18:55 |

| Real Madrid            | 2 – 2           | Club Brugge   |
| ---------------------- | --------------- | ------------- |
| Ramos 55' Casemiro 85' | (–) Jegyzőkönyv | 9' 39' Dennis |

| Santiago Bernabéu stadion, Madrid, Spanyolország Nézőszám: 65 112 Játékvezető: Georgi Kabakov (bolgár) |

| 2019. október 22. 21:00 |

| Galatasaray | 0 – 1           | Real Madrid |
| ----------- | --------------- | ----------- |
|             | (–) Jegyzőkönyv | 18' Kroos   |

| Türk Telekom Arena, Isztambul, Törökország Nézőszám: 48 886 Játékvezető: Daniele Orsato (olasz) |

| 2019. november 6. 21:00 |

| Real Madrid                                              | 6 – 0           | Galatasaray |
| -------------------------------------------------------- | --------------- | ----------- |
| Rodrygo 4' 7' 90+3' Ramos 13' (11-esből) Benzema 45' 81' | (–) Jegyzőkönyv |             |

| Santiago Bernabéu stadion, Madrid, Spanyolország Nézőszám: 65 492 Játékvezető: Felix Zwayer (német) |

| 2019. november 26. 21:00 |

| Real Madrid     | 2 – 2           | Paris Saint-Germain    |
| --------------- | --------------- | ---------------------- |
| Benzema 17' 79' | (–) Jegyzőkönyv | 81' Mbappé 83' Sarabia |

| Santiago Bernabéu stadion, Madrid, Spanyolország Nézőszám: 75 534 Játékvezető: Artur Soares Dias (portugál) |

| 2019. december 11. 21:00 |

| Club Brugge | 1 – 3           | Real Madrid                           |
| ----------- | --------------- | ------------------------------------- |
| Vanaken 55' | (–) Jegyzőkönyv | 53' Rodrygo 64' Vinícius 90+1' Modrić |

| Jan Breydel Stadion, Brugge, Belgium Nézőszám: 27 308 Játékvezető: Tobias Stieler (német) |

### Nyolcaddöntő
| 2020. február 26. 21:00 |

| Real Madrid | 1 – 2           | Manchester City                       |
| ----------- | --------------- | ------------------------------------- |
| Isco 60'    | (–) Jegyzőkönyv | 78' G. Jesus 83' (11-esből) De Bruyne |

| Santiago Bernabéu stadion, Madrid, Spanyolország Nézőszám: 75 615 Játékvezető: Daniele Orsato (olasz) |

| 2020. augusztus 7. 21:00 |

| Manchester City          | 2 – 1               | Real Madrid |
| ------------------------ | ------------------- | ----------- |
| Sterling 9' G. Jesus 68' | (1 – 1) Jegyzőkönyv | 28' Benzema |

| Etihad Stadion, Manchester, Anglia Játékvezető: Felix Brych (német) |

## Elnökség
2019. március 14-én lett frissítve.
| Elnök                  | Florentino Pérez          |
| Alelnök                | Fernando Fernández Tapias |
| 2. alelnök             | Eduardo Fernández de Blas |
| 3. alelnök             | Pedro López Jiménez       |
| Tiszteletbeli elnök    | Francisco Gento           |
| Az Igazgatóság titkára | Enrique Sánchez González  |

## Szakmai stáb
2019. július 6-án lett frissítve.
| Vezetőedző                    | Zinédine Zidane             |
| Segédedző                     | David Bettoni               |
| Segédedző                     | Hamidou Msaidie             |
| Kapusedző                     | Roberto Vázquez             |
| Erőnléti edző, sportterapeuta | Javier Mallo                |
| Erőnléti edző                 | Grégory Dupont              |
| Sportterapeuta                | José Carlos García Parrales |

## Játékoskeret
Frissítve:2020. július 19-én
| Mezszám       | Név                                               | Nemzet  | Posztok     | Szül. év (kor)                | Pályára lépések | Gólok   | Átigazolás ideje | Átigazolás vége | Megjegyzés                                                        |  |
| Kapusok       | Kapusok                                           | Kapusok | Kapusok     | Kapusok                       | Kapusok         | Kapusok | Kapusok          | Kapusok         | Kapusok                                                           |  |
| ------------- | ------------------------------------------------- | ------- | ----------- | ----------------------------- | --------------- | ------- | ---------------- | --------------- | ----------------------------------------------------------------- |  |
| 13            | Thibaut Courtois                                  | BEL     | kapus       | 1992. május 11. (32 éves)     | 76              | 0       | 2018             | 2025            | átigazolás összege: 35 Millió €                                   |  |
| 1             | Alphonse Aréola                                   | FRA     | kapus       | 1993. február 27. (32 éves)   | 9               | 0       | 2019             | 2020            | kölcsönben a Paris Saint Germain-től                              |  |
| Védők         |                                                   |         |             |                               |                 |         |                  |                 |                                                                   |  |
| 2             | Dani Carvajal                                     | ESP     | védő        | 1992. január 12. (33 éves)    | 278             | 6       | 2013             | 2022            | átigazolás összege: 6,5 Millió €                                  |  |
| 3             | Éder Militão                                      | BRA     | védő        | 1998. január 18. (27 éves)    | 19              | 0       | 2019             | 2025            | átigazolás összege: 50 Millió €                                   |  |
| 4             | Sergio Ramos (Csapatkapitány)                     | ESP     | védő        | 1986. március 30. (38 éves)   | 650             | 97      | 2005             | 2021            | átigazolás összege: 28 Millió € csapatkapitány                    |  |
| 5             | Raphaël Varane (3.számú csapatkapitány-helyettes) | FRA     | védő        | 1993. április 25. (31 éves)   | 318             | 15      | 2011             | 2022            | átigazolás összege: 10 Millió € 3. számú csapatkapitány-helyettes |  |
| 6             | Nacho                                             | ESP     | védő        | 1990. január 18. (35 éves)    | 200             | 11      | 2012             | 2022            | az utánpótlás rendszerből került fel                              |  |
| 12            | Marcelo (Csapatkapitány-helyettes)                | BRA     | védő        | 1988. május 12. (36 éves)     | 509             | 38      | 2007 (tél)       | 2022            | átigazolás összege: 6,5 Millió € csapatkapitány-helyettes         |  |
| 23            | Ferland Mendy                                     | FRA     | védő        | 1995. június 8. (29 éves)     | 30              | 1       | 2019             | 2025            | átigazolás összege: 55 Millió €                                   |  |
| Középpályások |                                                   |         |             |                               |                 |         |                  |                 |                                                                   |  |
| 7             | Eden Hazard                                       | BEL     | középpályás | 1991. január 7. (34 éves)     | 21              | 1       | 2019             | 2024            | átigazolás összege: 100 Millió €                                  |  |
| 8             | Toni Kroos                                        | GER     | középpályás | 1990. január 4. (35 éves)     | 277             | 19      | 2014             | 2023            | átigazolás összege: 25 Millió €                                   |  |
| 10            | Luka Modrić                                       | CRO     | középpályás | 1985. szeptember 9. (39 éves) | 342             | 22      | 2012             | 2021            | átigazolás összege: 30 Millió €                                   |  |
| 14            | Casemiro                                          | BRA     | középpályás | 1992. február 23. (33 éves)   | 239             | 23      | 2013             | 2021            | átigazolás összege: 6 Millió €                                    |  |
| 15            | Federico Valverde                                 | URU     | középpályás | 1998. július 22. (26 éves)    | 68              | 2       | 2016             | 2021            | az utánpótlás rendszerből került fel                              |  |
| 16            | James Rodríguez                                   | COL     | középpályás | 1991. július 12. (33 éves)    | 125             | 37      | 2015             | 2021            | átigazolás összege: 80 Millió €                                   |  |
| 20            | Marco Asensio                                     | ESP     | középpályás | 1996. január 26. (29 éves)    | 145             | 30      | 2014             | 2023            | átigazolás összege: 3,9 Millió €                                  |  |
| 22            | Isco                                              | ESP     | középpályás | 1992. április 21. (32 éves)   | 307             | 51      | 2013             | 2022            | átigazolás összege: 27 Millió €                                   |  |
| Csatárok      |                                                   |         |             |                               |                 |         |                  |                 |                                                                   |  |
| 9             | Karim Benzema (2. számú csapatkapitány-helyettes) | FRA     | CS          | 1987. december 19. (37 éves)  | 512             | 248     | 2009             | 2021            | átigazolás összege: 35 Millió €                                   |  |
| 11            | Gareth Bale                                       | WAL     | CS          | 1989. július 16. (35 éves)    | 251             | 105     | 2013             | 2022            | átigazolás összege: 100,8 Millió €                                |  |
| 17            | Lucas Vázquez                                     | ESP     | CS          | 1991. július 1. (33 éves)     | 205             | 23      | 2015             | 2021            | átigazolás összege: 1 Millió €                                    |  |
| 18            | Luka Jović                                        | BIH     | CS          | 1997. december 23. (27 éves)  | 26              | 2       | 2019             | 2025            | átigazolás összege: 60 Millió €                                   |  |
| 24            | Mariano Díaz                                      | DOM     | CS          | 1993. augusztus 1. (31 éves)  | 40              | 10      | 2018             | 2023            | átigazolás összege: 23 Millió €                                   |  |
| 25            | Vinícius Júnior                                   | BRA     | CS          | 2000. július 12. (24 éves)    | 69              | 9       | 2018             | 2025            | átigazolás összege: 45 Millió €                                   |  |
| 27            | Rodrygo Goes                                      | BRA     | CS          | 2001. január 9. (24 éves)     | 25              | 7       | 2019             | 2025            | átigazolás összege: 45 Millió €                                   |  |

### Kölcsönben
| # |     | Poszt | Név                                                                  |
| - | --- | ----- | -------------------------------------------------------------------- |
| — | ESP | V     | Sergio Reguilón (kölcsönben a Sevillanál 2020. június 30-ig)         |
| — | NOR | KP    | Martin Ødegaard (kölcsönben a Sociedadnál 2020. június 30-ig)        |
| — | FRA | K     | Luca Zidane (kölcsönben a Racing de Santandernél 2020. június 30-ig) |
| — | ESP | KP    | Dani Ceballos (kölcsönben az Arsenalnál 2020. június 30-ig)          |
| — | ESP | V     | Jesús Vallejo (kölcsönben az Granadánál 2020. június 30-ig)          |
| — | ESP | CS    | Borja Mayoral (kölcsönben az Levantenél 2020. június 30-ig)          |
| — | UKR | K     | Andrij Lunyin (kölcsönben az Oviedonál 2020. június 30-ig)           |
| — | JPN | KP    | Kubo Takefusza (kölcsönben az Mallorcanál 2020. június 30-ig)        |

## Végeredmény
| Hely. | Csapat          | M  | Gy | D  | V  | G+ | G– | Gk  | P  | Továbbjutás vagy kiesés      |
| ----- | --------------- | -- | -- | -- | -- | -- | -- | --- | -- | ---------------------------- |
| 1.    | Real Madrid (B) | 38 | 26 | 9  | 3  | 70 | 25 | +45 | 87 | Bajnokok Ligája-csoportkör   |
| 2.    | Barcelona       | 38 | 25 | 7  | 6  | 86 | 38 | +48 | 82 | Bajnokok Ligája-csoportkör   |
| 3.    | Atlético Madrid | 38 | 18 | 16 | 4  | 51 | 27 | +24 | 70 | Bajnokok Ligája-csoportkör   |
| 4.    | Sevilla         | 38 | 19 | 13 | 6  | 54 | 34 | +20 | 70 | Bajnokok Ligája-csoportkör   |
| 5.    | Villarreal      | 38 | 18 | 6  | 14 | 63 | 49 | +14 | 60 | Európa-liga-csoportkör       |
| 6.    | Real Sociedad   | 38 | 16 | 8  | 14 | 56 | 48 | +8  | 56 | Európa-liga, 2. selejtezőkör |
| 7.    | Granada         | 38 | 16 | 8  | 14 | 52 | 45 | +7  | 56 |                              |
| 8.    | Getafe          | 38 | 14 | 12 | 12 | 43 | 37 | +6  | 54 |                              |
| 9.    | Valencia        | 38 | 14 | 11 | 13 | 46 | 53 | −7  | 53 |                              |
| 10.   | Osasuna         | 38 | 13 | 13 | 12 | 46 | 54 | −8  | 52 |                              |
| 11.   | Athletic Bilbao | 38 | 13 | 12 | 13 | 41 | 38 | +3  | 51 |                              |
| 12.   | Levante         | 38 | 14 | 7  | 17 | 47 | 53 | −6  | 49 |                              |
| 13.   | Valladolid      | 38 | 9  | 15 | 14 | 32 | 43 | −11 | 42 |                              |
| 14.   | Eibar           | 38 | 11 | 9  | 18 | 39 | 56 | −17 | 42 |                              |
| 15.   | Real Betis      | 38 | 10 | 11 | 17 | 48 | 60 | −12 | 41 |                              |
| 16.   | Alavés          | 38 | 10 | 9  | 19 | 34 | 59 | −25 | 39 |                              |
| 17.   | Celta Vigo      | 38 | 7  | 16 | 15 | 37 | 49 | −12 | 37 |                              |
| 18.   | Leganés (K)     | 38 | 8  | 12 | 18 | 30 | 51 | −21 | 36 | Segunda División             |
| 19.   | Mallorca (K)    | 38 | 9  | 6  | 23 | 40 | 65 | −25 | 33 | Segunda División             |
| 20.   | Espanyol (K)    | 38 | 5  | 10 | 23 | 27 | 58 | −31 | 25 | Segunda División             |

## Statisztika
| Kiírás             | Statisztikák | Statisztikák | Statisztikák | Statisztikák | Statisztikák | Statisztikák | Statisztikák | Kezdő forduló/ helyezés | Végső forduló/ helyezés | Mérkőzések dátumai   | Mérkőzések dátumai | Mérkőzések dátumai |
| Kiírás             | M            | GY           | D            | V            | LG–KG        | GK           | Gy %         | Kezdő forduló/ helyezés | Végső forduló/ helyezés | Első                 | Utolsó             | Következő          |
| ------------------ | ------------ | ------------ | ------------ | ------------ | ------------ | ------------ | ------------ | ----------------------- | ----------------------- | -------------------- | ------------------ | ------------------ |
| La Liga            | 38           | 26           | 09           | 03           | 70 – 25      | +45          | 68.42%       | 1                       | Győztes                 | 2019. augusztus 17.  | 2020. július 19.   |                    |
| Spanyol kupa       | 03           | 02           | 0            | 01           | 10 – 5       | +5           | 66.67%       | (legjobb 32)            | Negyeddőntös            | 2020. január 22.     | 2020. február 6.   |                    |
| Spanyol szuperkupa | 02           | 01           | 01           | 0            | 3 – 1        | +2           | 50.00%       | Elődöntő                | Győztes                 | 2020. január 8.      | 2020. január 12.   |                    |
| Bajnokok ligája    | 08           | 03           | 02           | 03           | 16 – 12      | +4           | 37.50%       | (csoportkör)            | a legjobb 16 között     | 2019. szeptember 18. | 2020. augusztus 7. | -                  |
| Összesen           | 58           | 033          | 012          | 07           | 99 – 43      | +56          | 62.75%       | –                       | –                       | –                    | –                  | –                  |

| Összesen | Összesen | Összesen | Összesen | Összesen | Összesen | Összesen | Otthon | Otthon | Otthon | Otthon | Otthon  | Otthon | Otthon | Idegenben | Idegenben | Idegenben | Idegenben | Idegenben | Idegenben | Idegenben |
| M        | GY       | D        | V        | LG–KG    | GK       | P        | M      | GY     | D      | V      | LG–KG   | GK     | P      | M         | GY        | D         | V         | LG–KG     | GK        | P         |
| -------- | -------- | -------- | -------- | -------- | -------- | -------- | ------ | ------ | ------ | ------ | ------- | ------ | ------ | --------- | --------- | --------- | --------- | --------- | --------- | --------- |
| 38       | 26       | 9        | 3        | 70 – 25  | +45      | 87       | 19     | 15     | 4      | 0      | 40 – 11 | +29    | 49     | 19        | 11        | 5         | 3         | 30 – 14   | +16       | 38        |

### Helyezések fordulónként
| Forduló  | 1  | 2 | 3 | 4  | 5  | 6  | 7  | 8  | 9  | 10 | 11 | 12 | 13 | 14 | 15 | 16 | 17 | 18 | 19 | 20 | 21 | 22 | 23 | 24 | 25 | 26 | 27 | 28 | 29 | 30 | 31 | 32 | 33 | 34 | 35 | 36 | 37 | 38 |
| -------- | -- | - | - | -- | -- | -- | -- | -- | -- | -- | -- | -- | -- | -- | -- | -- | -- | -- | -- | -- | -- | -- | -- | -- | -- | -- | -- | -- | -- | -- | -- | -- | -- | -- | -- | -- | -- | -- |
| Helyszín | I  | O | I | O  | I  | O  | I  | O  | I  | O  | O  | I  | O  | I  | O  | I  | I  | O  | I  | O  | I  | O  | I  | O  | I  | O  | I  | O  | O  | I  | O  | I  | O  | I  | O  | I  | O  | I  |
| Eredmény | GY | D | D | GY | GY | GY | D  | GY | V  | GY | D  | GY | GY | GY | GY | D  | D  | D  | GY | GY | GY | GY | GY | D  | V  | GY | V  | GY | GY | GY | GY | GY | GY | GY | GY | GY | GY |    |
| Helyezés | 1. | 3 | 5 | 3  | 2. | 1. | 1. | 1. | 2. | 2. | 2. | 2. | 2. | 2. | 2. | 2. | 2. | 2. | 2. | 2. | 1. | 1. | 1. | 1. | 2. | 1. | 2. | 2. | 2. | 1. | 1. | 1. | 1. | 1. | 1. | 1. | 1. | 1. |

Helyszín: O = Otthon; I = Idegenben. Eredmény: GY = Győzelem; D = Döntetlen; V = Vereség.
A csapat helyezései fordulónként, idővonalon ábrázolva.

### Keret statisztika
Legutóbb 2020. július 19-én lett frissítve.
| Mezszám | Poszt | Név               | Bajnokság     | Bajnokság | Spanyol kupa  | Spanyol kupa | Bajnokok Ligája | Bajnokok Ligája | Spanyol szuperkupa | Spanyol szuperkupa | Összesen      | Összesen |
| Mezszám | Poszt | Név               | Pályára lépés | Gól       | Pályára lépés | Gól          | Pályára lépés   | Gól             | Pályára lépés      | Gól                | Pályára lépés | Gól      |
| ------- | ----- | ----------------- | ------------- | --------- | ------------- | ------------ | --------------- | --------------- | ------------------ | ------------------ | ------------- | -------- |
| 1       | GK    | Alphonse Areola   | 4             | 0         | 3             | 0            | 2               | 0               | 0                  | 0                  | 9             | 0        |
| 2       | DF    | Dani Carvajal     | 31            | 1         | 2             | 0            | 6               | 0               | 2                  | 0                  | 41            | 1        |
| 3       | DF    | Éder Militão      | 15            | 0         | 2             | 0            | 2               | 0               | 0                  | 0                  | 19            | 0        |
| 4       | DF    | Sergio Ramos      | 35            | 11        | 2             | 0            | 5               | 2               | 2                  | 0                  | 44            | 13       |
| 5       | DF    | Raphaël Varane    | 32            | 2         | 1             | 1            | 7               | 0               | 2                  | 0                  | 42            | 3        |
| 6       | V     | Nacho             | 6             | 1         | 3             | 1            | 1               | 0               | 0                  | 0                  | 10            | 2        |
| 7       | FW    | Eden Hazard       | 16            | 1         | 0             | 0            | 5               | 0               | 0                  | 0                  | 21            | 1        |
| 8       | MF    | Toni Kroos        | 35            | 4         | 2             | 0            | 5               | 1               | 2                  | 1                  | 44            | 6        |
| 9       | FW    | Karim Benzema     | 37            | 21        | 3             | 1            | 7               | 1               | 0                  | 0                  | 47            | 26       |
| 10      | MF    | Luka Modrić       | 31            | 3         | 1             | 0            | 4               | 1               | 2                  | 1                  | 38            | 5        |
| 11      | FW    | Gareth Bale       | 16            | 2         | 1             | 1            | 3               | 0               | 0                  | 0                  | 20            | 3        |
| 12      | DF    | Marcelo           | 14            | 1         | 3             | 1            | 4               | 0               | 1                  | 0                  | 22            | 2        |
| 13      | GK    | Thibaut Courtois  | 34            | 0         | 0             | 0            | 6               | 0               | 2                  | 0                  | 42            | 0        |
| 14      | MF    | Casemiro          | 35            | 4         | 1             | 0            | 7               | 1               | 2                  | 0                  | 45            | 5        |
| 15      | MF    | Federico Valverde | 33            | 2         | 3             | 0            | 5               | 0               | 2                  | 0                  | 43            | 2        |
| 16      | MF    | James Rodríguez   | 8             | 1         | 3             | 0            | 2               | 0               | 1                  | 0                  | 14            | 1        |
| 17      | FW    | Lucas Vázquez     | 18            | 2         | 1             | 1            | 3               | 0               | 0                  | 0                  | 22            | 3        |
| 18      | FW    | Luka Jović        | 17            | 2         | 3             | 0            | 4               | 2               | 0                  | 0                  | 26            | 2        |
| 20      | MF    | Marco Asensio     | 9             | 3         | 0             | 0            | 0               | 0               | 0                  | 0                  | 9             | 3        |
| 21      | MF    | Brahim Díaz       | 6             | 0         | 3             | 1            | 1               | 0               | 0                  | 0                  | 10            | 1        |
| 22      | MF    | Isco              | 23            | 1         | 1             | 0            | 4               | 1               | 2                  | 1                  | 30            | 3        |
| 23      | DF    | Ferland Mendy     | 25            | 1         | 0             | 0            | 4               | 0               | 2                  | 0                  | 31            | 1        |
| 24      | FW    | Mariano           | 5             | 1         | 0             | 0            | 0               | 0               | 2                  | 0                  | 7             | 1        |
| 25      | FW    | Vinícius Júnior   | 29            | 3         | 3             | 1            | 5               | 1               | 1                  | 0                  | 38            | 5        |
| 27      | FW    | Rodrygo Goes      | 19            | 2         | 1             | 1            | 4               | 4               | 1                  | 0                  | 25            | 7        |

### Góllövőlista
2020. július 19-én lett frissítve
| #        | Játékos           | Poszt       | La Liga | Copa del Rey | UEFA BL | Egyéb | Összesen |
| -------- | ----------------- | ----------- | ------- | ------------ | ------- | ----- | -------- |
| 1        | Karim Benzema     | csatár      | 21      | 1            | 4       | 0     | 26       |
| 2        | Sergio Ramos      | hátvéd      | 11      | 0            | 2       | 0     | 13       |
| 3        | Rodrygo           | csatár      | 2       | 1            | 4       | 0     | 7        |
| 4        | Toni Kroos        | középpályás | 4       | 0            | 1       | 1     | 6        |
| 5        | Casemiro          | középpályás | 4       | 0            | 1       | 0     | 5        |
| 5        | Luka Modrić       | középpályás | 3       | 0            | 1       | 1     | 5        |
| 5        | Vinícius Júnior   | csatár      | 3       | 1            | 1       | 0     | 5        |
| 8        | Marco Asensio     | középpályás | 3       | 0            | 0       | 0     | 3        |
| 8        | Gareth Bale       | csatár      | 2       | 1            | 0       | 0     | 3        |
| 8        | Isco              | középpályás | 1       | 0            | 1       | 1     | 3        |
| 8        | Raphaël Varane    | hátvéd      | 2       | 1            | 0       | 0     | 3        |
| 8        | Lucas Vázquez     | csatár      | 2       | 1            | 0       | 0     | 3        |
| 13       | Luka Jović        | csatár      | 2       | 0            | 0       | 0     | 2        |
| 13       | Marcelo           | hátvéd      | 1       | 1            | 0       | 0     | 2        |
| 13       | Nacho             | hátvéd      | 1       | 1            | 0       | 0     | 2        |
| 13       | Federico Valverde | középpályás | 2       | 0            | 0       | 0     | 2        |
| 17       | Daniel Carvajal   | hátvéd      | 1       | 0            | 0       | 0     | 1        |
| 17       | Brahim Díaz       | középpályás | 0       | 1            | 0       | 0     | 1        |
| 17       | Eden Hazard       | középpályás | 1       | 0            | 0       | 0     | 1        |
| 17       | Mariano           | csatár      | 1       | 0            | 0       | 0     | 1        |
| 17       | Ferland Mendy     | hátvéd      | 1       | 0            | 0       | 0     | 1        |
| 17       | James Rodríguez   | középpályás | 1       | 0            | 0       | 0     | 1        |
| Öngól    | Öngól             | Öngól       | 1       | 1            | 0       | 0     | 2        |
| Összesen | Összesen          | Összesen    | 70      | 10           | 15      | 3     | 98       |

### Lapok
2020. július 19-én lett frissítve.
| #        | Nemz.                 | Játékos            | Poszt       | La Liga   | La Liga                              | La Liga   | BL        | BL                                   | BL        | CdR       | CdR                                  | CdR       | Egyéb     | Egyéb                                | Egyéb     | Összesen  | Összesen                             | Összesen  |
| #        | Nemz.                 | Játékos            | Poszt       | Sárga lap | sárga lap · 2. sárga lap · kiállítva | kiállítva | Sárga lap | sárga lap · 2. sárga lap · kiállítva | kiállítva | Sárga lap | sárga lap · 2. sárga lap · kiállítva | kiállítva | Sárga lap | sárga lap · 2. sárga lap · kiállítva | kiállítva | Sárga lap | sárga lap · 2. sárga lap · kiállítva | kiállítva |
| -------- | --------------------- | ------------------ | ----------- | --------- | ------------------------------------ | --------- | --------- | ------------------------------------ | --------- | --------- | ------------------------------------ | --------- | --------- | ------------------------------------ | --------- | --------- | ------------------------------------ | --------- |
| 4        | Spanyolország         | Sergio Ramos       | hátvéd      | 10        | 0                                    | 0         | 0         | 0                                    | 1         | 0         | 0                                    | 0         | 0         | 0                                    | 0         | 10        | 0                                    | 1         |
| 10       | Horvátország          | Luka Modrić        | középpályás | 7         | 0                                    | 1         | 2         | 0                                    | 0         | 0         | 0                                    | 0         | 1         | 0                                    | 0         | 10        | 0                                    | 1         |
| 15       | Uruguay               | Federico Valverde  | középpályás | 1         | 0                                    | 0         | 2         | 0                                    | 0         | 0         | 0                                    | 0         | 0         | 0                                    | 1         | 3         | 0                                    | 1         |
| 23       | Franciaország         | Ferland Mendy      | hátvéd      | 6         | 1                                    | 0         | 1         | 0                                    | 0         | 0         | 0                                    | 0         | 1         | 0                                    | 0         | 7         | 1                                    | 0         |
| 11       | Wales                 | Bale               | csatár      | 2         | 1                                    | 0         | 0         | 0                                    | 0         | 0         | 0                                    | 0         | 0         | 0                                    | 0         | 2         | 1                                    | 0         |
| 19       | Spanyolország         | Álvaro Odriozola   | hátvéd      | 1         | 1                                    | 0         | 0         | 0                                    | 0         | 0         | 0                                    | 0         | 0         | 0                                    | 0         | 1         | 1                                    | 0         |
| 14       | Brazília              | Casemiro           | középpályás | 11        | 0                                    | 0         | 0         | 0                                    | 0         | 1         | 0                                    | 0         | 1         | 0                                    | 0         | 13        | 0                                    | 0         |
| 2        | Spanyolország         | Daniel Carvajal    | hátvéd      | 10        | 0                                    | 0         | 1         | 0                                    | 0         | 0         | 0                                    | 0         | 1         | 0                                    | 0         | 12        | 0                                    | 0         |
| 25       | Brazília              | Vinícius Júnior    | csatár      | 4         | 0                                    | 0         | 1         | 0                                    | 0         | 1         | 0                                    | 0         | 0         | 0                                    | 0         | 6         | 0                                    | 0         |
| 3        | Brazília              | Éder Militão       | hátvéd      | 2         | 0                                    | 0         | 0         | 0                                    | 0         | 1         | 0                                    | 0         | 0         | 0                                    | 0         | 3         | 0                                    | 0         |
| 5        | Franciaország         | Varane             | hátvéd      | 2         | 0                                    | 0         | 1         | 0                                    | 0         | 0         | 0                                    | 0         | 0         | 0                                    | 0         | 3         | 0                                    | 0         |
| 6        | Spanyolország         | Nacho              | hátvéd      | 3         | 0                                    | 0         | 0         | 0                                    | 0         | 0         | 0                                    | 0         | 0         | 0                                    | 0         | 3         | 0                                    | 0         |
| 8        | Németország           | Toni Kroos         | középpályás | 2         | 0                                    | 0         | 1         | 0                                    | 0         | 0         | 0                                    | 0         | 0         | 0                                    | 0         | 3         | 0                                    | 0         |
| 12       | Brazília              | Marcelo            | középpályás | 2         | 0                                    | 0         | 1         | 0                                    | 0         | 0         | 0                                    | 0         | 0         | 0                                    | 0         | 3         | 0                                    | 0         |
| 13       | Belgium               | Thibaut Courtois   | kapus       | 1         | 0                                    | 0         | 1         | 0                                    | 0         | 0         | 0                                    | 0         | 0         | 0                                    | 0         | 2         | 0                                    | 0         |
| 18       | Szerbia               | Luka Jović         | csatár      | 2         | 0                                    | 0         | 0         | 0                                    | 0         | 0         | 0                                    | 0         | 0         | 0                                    | 0         | 2         | 0                                    | 0         |
| 22       | Spanyolország         | Isco               | középpályás | 2         | 0                                    | 0         | 0         | 0                                    | 0         | 0         | 0                                    | 0         | 0         | 0                                    | 0         | 2         | 0                                    | 0         |
| 1        | Franciaország         | Alphonse Areola    | kapus       | 1         | 0                                    | 0         | 0         | 0                                    | 0         | 0         | 0                                    | 0         | 0         | 0                                    | 0         | 1         | 0                                    | 0         |
| 7        | Belgium               | Eden Hazard        | középpályás | 0         | 0                                    | 0         | 1         | 0                                    | 0         | 0         | 0                                    | 0         | 0         | 0                                    | 0         | 1         | 0                                    | 0         |
| 16       | Kolumbia              | James Rodríguez    | középpályás | 1         | 0                                    | 0         | 0         | 0                                    | 0         | 0         | 0                                    | 0         | 0         | 0                                    | 0         | 1         | 0                                    | 0         |
| 17       | Spanyolország         | Lucas Vázquez      | csatár      | 1         | 0                                    | 0         | 0         | 0                                    | 0         | 0         | 0                                    | 0         | 0         | 0                                    | 0         | 1         | 0                                    | 0         |
| 24       | Dominikai Köztársaság | Mariano Díaz Mejía | csatár      | 1         | 0                                    | 0         | 0         | 0                                    | 0         | 0         | 0                                    | 0         | 0         | 0                                    | 0         | 1         | 0                                    | 0         |
| 21       | Spanyolország         | Brahim Díaz        | csatár      | 1         | 0                                    | 0         | 0         | 0                                    | 0         | 0         | 0                                    | 0         | 0         | 0                                    | 0         | 1         | 0                                    | 0         |
| Összesen | Összesen              | Összesen           | Összesen    | 74        | 3                                    | 1         | 12        | 0                                    | 1         | 2         | 0                                    | 0         | 4         | 0                                    | 0         | 91        | 3                                    | 3         |

### Kapusteljesítmények
Az alábbi táblázatban a csapat kapusainak teljesítményét tüntettük fel.
A felkészülési mérkőzéseket nem vettük figyelembe.
2020. július 19-én lett frissítve
| Helyezés | Kapus            | Bajnokság        | Bajnokság         | Spanyol Kupa    | Spanyol Kupa      | Bajnokok Ligája | Bajnokok Ligája   | Spanyol szuperkupa | Spanyol szuperkupa | Összesen        | Összesen          |
| Helyezés | Kapus            | Összes mérkőzést | Ebből gól nélküli | Összes mérkőzés | Ebből gól nélküli | Összes mérkőzés | Ebből gól nélküli | Összes mérkőzés    | Ebből gól nélküli  | Összes mérkőzés | Ebből gól nélküli |
| -------- | ---------------- | ---------------- | ----------------- | --------------- | ----------------- | --------------- | ----------------- | ------------------ | ------------------ | --------------- | ----------------- |
| 1        | Thibaut Courtois | 34               | 18                | 0               | 0                 | 6               | 2                 | 2                  | 1                  | 42              | 21                |
| 2        | Alphonse Areola  | 4                | 1                 | 3               | 1                 | 2               | 0                 | 0                  | 0                  | 9               | 2                 |
|          |                  | 38               | 19                | 3               | 1                 | 8               | 2                 | 2                  | 1                  | 51              | 23                |

### Sérültek
Legutóbb 2019. szeptember 24-én lett frissítve
| #  | Poszt       | Nemzet    | Név             | Sérülés megnevezése                     | állapot  | jegyzet       | mérkőzés                                                                        | sérülés dátuma       | felépülés dátuma                      |
| -- | ----------- | --------- | --------------- | --------------------------------------- | -------- | ------------- | ------------------------------------------------------------------------------- | -------------------- | ------------------------------------- |
| 20 | csatár      | spanyol   | Asensio         | bal térdben szalag szakadás             | sérült   | [ 47 ] [ 48 ] | az Arsenal elleni felkészülési mérkőzés közben                                  | 2019. július 24.     | várhatóan:2020. február 29.           |
| 23 | hátvéd      | francia   | Mendy           | jobb combban izomsérülés                | sérült   | [ 49 ]        | a felkészülés során                                                             | 2019. július 25.     | 2019. szeptember 12.                  |
| 21 | középpályás | spanyol   | Brahim          | bicepsz izomsérülés                     | sérült   | [ 50 ]        | a felkészülés során                                                             | 2019. július 15.     | várhatóan:2019. szeptember 20.        |
| 18 | csatár      | szerb     | Jović           | térdsérülés                             | felépült | [ 51 ]        | az Atlético Madrid elleni felkészülési mérkőzés közben                          | 2019. július 27.     | 2019. augusztus 7.                    |
| 13 | kapus       | belga     | Courtois        | bokaficam                               | felépült | [ 52 ]        | az Atlético Madrid elleni felkészülési mérkőzés közben vagy a felkészülés során | 2019. július 29.     | 2019. augusztus 7.                    |
| 27 | csatár      | brazil    | Rodrygo         | jobb combban izomsérülés                | felépült | [ 53 ]        | edzés közben                                                                    | 2019. augusztus 14.  | 2019. szeptember 12.                  |
| 7  | csatár      | belga     | Hazard          | bal combban izomsérülés                 | felépült | [ 54 ] [ 55 ] | edzés közben                                                                    | 2019. augusztus 16.  | 2019. szeptember 12.                  |
| 16 | középpályás | kolumbiai | James Rodríguez | jobb vádlijában a talpemelő izomsérülés | felépült | [ 56 ] [ 57 ] | a Valladolid elleni bajnoki mérkőzés közben                                     | 2019. augusztus 26.  | 2019. szeptember 12.                  |
| 22 | középpályás | spanyol   | Isco            | jobb combcsont bicepszében izomsérülés  | sérült   | [ 58 ] [ 59 ] | edzés közben                                                                    | 2019. augusztus 28.  | várhatóan:2019. szeptember 20.        |
| 18 | csatár      | szerb     | Jović           | izomsérülés                             | felépült | [ 60 ]        | az Atlético Madrid elleni 2020-as Eb-selejtező mérkőzés közben                  | 2019. szeptember 7.  | 2019. szeptember 12.                  |
| 10 | középpályás | horvát    | Modrić          | izomsérülés                             | sérült   | [ 61 ]        | edzés közben                                                                    | 2019. szeptember 12. | várhatóan: 2019. szeptember 29.       |
| 12 | hátvéd      | brazil    | Marcelo         | nyaksérülés                             | sérült   | [ 62 ] [ 63 ] | a Levante elleni bajnoki közben                                                 | 2019. szeptember 16. | várhatóan: 2019. szeptember 23. - 26. |
| 23 | hátvéd      | francia   | Mendy           | bal combsérülés                         | sérült   | [ 64 ] [ 65 ] | a Levante elleni bajnoki közben                                                 | 2019. szeptember 24. | várhatóan:2-3 hét                     |

## Hónap játékosa díj a La Ligában (LFP Awards – Monthly)
| Hónap       | Hónap játékosa | Hónap játékosa   | Jegyzet |
| Hónap       | Nemzet         | Játékos          | Jegyzet |
| ----------- | -------------- | ---------------- | ------- |
| 2020 január | belga          | Thibaut Courtois | [ 66 ]  |
| 2020 június | francia        | Karim Benzema    | [ 67 ]  |

## Zamora-díj

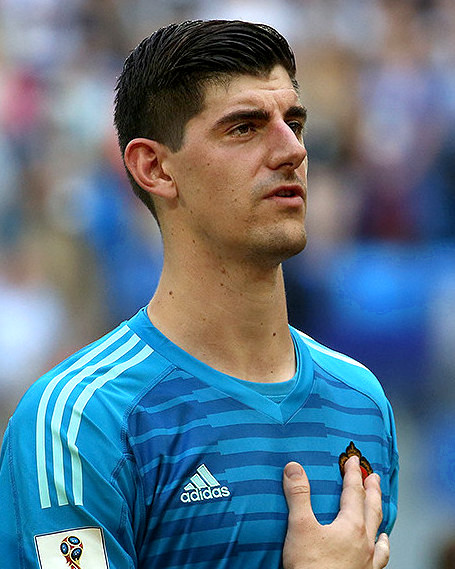
Courtois: 12 év után az első kapus aki Casillas óta megnyerte a díjat, emellett az első olyan kapus aki mindkét nagy madridi csapattal elnyerte a díjat.

| Szezon  | Játékos          | Nemzet | Mérkőzés | Kapott gól | Együttható |
| ------- | ---------------- | ------ | -------- | ---------- | ---------- |
| 2019-20 | Thibaut Courtois | belga  | 34       | 20         | 0.59       |

## uefa.com által választott év La Liga csapata
| Játékos          | Nemzet  | Poszt       |
| ---------------- | ------- | ----------- |
| Thibaut Courtois | belga   | kapus       |
| Sergio Ramos     | spanyol | hátvéd      |
| Casemiro         | brazil  | középpályás |
| Toni Kroos       | német   | középpályás |
| Karim Benzema    | brazil  | csatár      |
| Zinédine Zidane  | brazil  | Edző        |